# Tajima Yahei
Pour les articles homonymes, voir Tajima.
 (juin 2020).
Si vous disposez d'ouvrages ou d'articles de référence ou si vous connaissez des sites web de qualité traitant du thème abordé ici, merci de compléter l'article en donnant les références utiles à sa vérifiabilité et en les liant à la section « Notes et références ».
Tajima Yahei (田島 弥平, 29 septembre 1822 - 10 février 1898) est un sériciculteur et producteur de graines de vers à soie de l'actuelle ville d'Isesaki connu pour avoir développé  la méthode d'élevage de vers à soie seiryō-iku (清涼育) largement diffusée durant la période Meiji. Il est décoré de la médaille au ruban vert (緑綬褒章, Ryokujuhōshō) pour sa contribution au développement de la sériciculture moderne marquée notamment par deux écrits principaux : les Nouvelles théories sur la sériciculture (養蚕新論, Yōsan shinron) et la Suite des nouvelles théories sur la sériciculture (続養蚕新論, Zoku yōsan shinron). Après la guerre du Pacifique, la Biographie des fermiers exemplaires de Jōmō (上毛篤農伝, Jōmō tokunō-den), éditée par la préfecture de Gunma, fait son éloge : Tajima Yahei est « la fierté de Gunma », « un grand homme à l'origine de l'activité séricicole de Gunma ». Sa résidence, aussi appelée ancienne magnanerie de Tajima Yahei, qu'il a lui-même ré-aménagée selon les préceptes de sa théorie est désignée « site historique national » et inscrite au patrimoine mondial de l'UNESCO sous la dénomination « Filature de soie de Tomioka et sites associés ».

## Biographie

### Établissement de la méthodeseiryo-iku
Tajima Yahei, de son vrai nom Tajima Kuniyasu (田島邦寧), est né le 29 septembre 1822. Il est le fils de Tajima Yahee, un sériciculteur connu pour avoir fait fortune dans l'élevage des vers à soie. En 1831, il se fait appeler Yahee (弥兵衛) du nom de son père, qu'il modifie ensuite en Yahei (弥平).
Selon les changements de cours du fleuve Tone-gawa, le village de Shimamura a été séparé en deux ou un trois zones au cours de l'histoire. On raconte que Tajima Yahei serait né en plein milieu de la grande inondation qui a engendré le débordement du fleuve Tone-gawa en 1822. À la suite de celle-ci, des champs de mûriers sont plantés dans le lit de la rivière, contribuant au développement de l'activité séricicole présente depuis le début du XIXe siècle.
La famille de Tajima Yahei est une famille cultivée qui a fait fortune dans le commerce de graines de vers à soie. À l'âge de 15 ans, il se consacre lui aussi à l'élevage des vers à soie. À la même époque, la chambre d'élevage couverte de tuiles de la famille prend feu et est reconstruite.
Au début, la famille Tajima pratique la méthode seiryo-iku (清涼育) qui consiste à conserver une température naturelle dans la chambre, mais après la reconstruction de la chambre d'élevage qui avait pris feu en 1836, la famille adopte la technique ondan-iku (温暖育) fortement répandue dans la province de Ōshū. Cependant, la méthode ondan-iku (温暖育), basée sur le chauffage par le feu ne donnant pas de résultats satisfaisants, la famille part étudier les différentes méthodes d'élevage dans plusieurs régions. Inspirés par les sériciculteurs de la ville de Yonezawa et leur élevage naturel, les Tajima retournent à la méthode seiryo-iku,.
Afin de mettre en pratique la méthode, il aménage la grange familiale en une magnanerie sur deux niveaux. Après une première récolte décevante, il prend acte de ses erreurs et installe l'année suivante des fenêtres dans le toit (Yagura) pour permettre une meilleure ventilation à l'intérieur de la magnanerie. Observant de bons résultats, il améliore encore la circulation de l'air en aménageant un troisième étage. Il ré-aménage ensuite sa résidence principale en une chambre d'élevage et y fait construire un unique toit surélevé sur toute la longueur du bâtiment (Souyagura, 総ヤグラ). Il nomme ces deux chambres d'élevage "Sousha-en" (桑柘園)  littéralement "jardin de mûriers", car des mûriers étaient plantés dans son jardin. Il est admis que la méthode seiryo-iku (清涼育) a été développée lorsque le ré-aménagement de ces magnaneries fut achevé en 1863.  
L'année suivante, en 1864, l'interdiction d'exportation de graines de vers à soie et de soie grège est levée. En conséquence, le nombre de producteurs de graines de vers à soie augmente dans le village de Shimamura et un grand nombre d'entre eux adopte la méthode  seiryo-iku et le style architectural de Tajima Yahei, les magnaneries comportant des yagura sont ainsi vite appelées « magnaneries de style Shimamura » (「島村式蚕室」, Shimamura-shiki sanshitsu). Tajima Yahei devient un personnage central parmi les sériciculteurs du village. 
Au début de l'ère Meiji, le département d'Iwabana (comptant les actuels départements de Gunma et de Saitama) encourage l'utilisation de cette méthode qui se diffuse dans le pays. Des disciples de tout le Japon se rassemblent alors dans sa magnanerie pour apprendre la méthode seiryo-iku. Entre 1873 et 1874, Tajima Yahei enseigne à plus de 130 disciples dont d'anciens samuraïs du département de Sakata (aussi appelé département de Tsuruoka). À leur retour, ils construisent des chambres d'élevage sur les terres défrichées de Matsugaoka (松ヶ岡開墾場蚕室, Matsugaoka kaikonjo), que le fondateur de la méthode seion-iku, Chōgorō Takayama, visite plus tard en 1882. On ne sait pas exactement quelles connaissances il acquit sur place, mais sa méthode qui fusionne les méthodes ondan-iku et seion-iku, préconise l'utilisation des yagura de Tajima Yahei qui permettent une meilleure ventilation. 

### Centre de sériciculture impériale
À partir de l'ère Meiji, des vers à soie sont élevés dans le palais impérial. Dans une optique de promotion d'une industrie nouvelle, à partir de 1871 le palais impérial forme le centre de sériciculture impériale où sont invités des experts en sériciculture dont la mission est d'enseigner leurs savoirs à des sériciculteurs et membres du ministère de la Maison impériale (宮内省, Kunaishō). Les sériciculteurs de Shimamura sont employés par le centre de sériciculture impériale pendant trois ans entre 1871 et 1873. Tajima Yahei se voit attribuer le poste de coordinateur de l'équipe.
En 1879, les enseignements ont lieu dans la chambre d'élevage du palais d'Aoyama, construite dans le style Shimamura en collaboration avec Tajima Yahei.

### Maisons de grainage représentantes
Au début de l'ère Meiji, l'épidémie de pébrine qui frappait les élevages de vers à soie en Europe recule et entraine une baisse des exportations de graines de vers à soie. Par ailleurs, une production de masse de graines et de soie de mauvaise qualité entame la confiance du marché dans l'industrie soyeuse japonaise.  
En réponse, en février 1872, le ministère des finances désigne dans chaque département une maison de grainage représentante dont il garantit la qualité des graines. Les différents représentants se rassemblent pour réglementer le marché. Par principe, une seule maison de grainage par département est nommée représentante mais à Gunma deux sériciculteurs, Tajima Yahei et Tajima Buhei, sont officiellement nommés. Un des éléments qui permettent d'assurer la qualité des graines est l'introduction d'un « certificat d'inspection »  établi par le ministère des finances et complété lors de la phase d'élevage des vers. Tajima Yahei est à l'origine de l'instauration de ce document officiel.
En novembre 1873, le contrôle de la qualité des graines devient une compétence du nouveau ministère de l'intérieur qui, prenant en considération l'opposition de divers pays étrangers au système de représentants, se tourne vers l'établissement d'une réglementation sur l'exportation des graines. En 1874, les maisons représentantes parviennent à un accord lors d'une assemblée secrète présidée par Tajima Yahei, mais sous la pression des pays étrangers ayant eu vent de cette réunion, celui-ci n'entre pas en vigueur. Finalement, le système des maisons de grainage représentantes est aboli le 4 mars 1875.

### Entreprise Shimamura Kangyo
Vers 1874, de grandes quantités de graines de vers à soie sont transportées à Yokohama mais les marchands de Yokohama, qui ne s'intéressent qu'aux acheteurs étrangers, refusent des cargaisons afin de contenir l'effondrement des prix. Les sériciculteurs de Shimamura menés par Tajima Yahei, confiants dans la qualité de leurs graines, parviennent tout de même à continuer à les vendre aux marchands japonais, mais tentent d'exporter par eux-mêmes directement vers l'Italie. Ils y parviennent en passant par Milan. L'entreprise Shimamura Kangyo (島村勧業会社), dirigée par Tajima Buhei au poste de directeur et Tajima Yahei au poste de sous-directeur, est la première du pays à parvenir à exporter dans le domaine de la sériciculture. L'entreprise, fondée dans le seul but d'exporter des graines de vers à soie, est née d'une recommandation de Shibusawa Eiichi, père du capitalisme japonais et proche de la famille Tajima. Il est également à l'origine de la rédaction des statuts de l'entreprise. Les graines sont vendues sous la marque Shimamura et proviennent des sériciculteurs associés à l'entreprise par l'« association des amis des producteurs de graines de vers à soie » et dont la qualité des graines est uniformisée par diverses réglementations. Les marchés garantis par l'entreprise ont engendré une reconversion des petits sériciculteurs du village de Shimamura vers la production de graines de vers à soie, vendues plus chères que les cocons et le fil.
La vente directe auprès d'acheteurs italiens obtient directement le soutien de l'entreprise Mitsui, proche de Shibusawa Eiichi. La première cargaison quitte le Japon en décembre 1879, passe par San Francisco, New York, Liverpool et Paris pour finalement atteindre le port de Milan en février 1880. Les marchands japonais vendent environ 30 000 cartons de ponte sur les 55 000 emportés. Après déduction des frais divers, la vente d'une carte de ponte revient à un bénéfice de 45 sen (1 sen = 1⁄100 yen). Les bénéfices ne sont donc pas énormes et comparé à la vente sur le port de Yokohama, le délai de paiement est long pour les sériciculteurs modestes de Shimamura qui commencent à se prononcer contre l'export direct en Italie. Bien qu'une seconde cargaison envoyée en 1880 montre des bénéfices en hausse, les voix d'opposition se font plus fortes et mènent à une fracture au sein de l'entreprise. 
Tajima Yahei parvient à relancer l'entreprise avec 140 employés (contre 247 avant la crise) et instaure un nouveau règlement. Néanmoins, les 3ème et 4ème cargaisons envoyées en 1881 et 1882 n'apportent pas les résultats escomptés, et l'entreprise Mitsui&Co retire son soutien du projet. Au retour de la 4ème cargaison, l'entreprise fait face à une perte de 7066 yens. En 1885, l'activité d'export de graines de vers à soie cesse complètement et l'entreprise est dissoute. 
Si l'export direct vers l'Italie n'a pas été un succès économique, l'entreprise a été la première dans le département à commercer directement avec l'étranger, et les relations entretenues par Tajima Yahei avec l'Italie ont contribué au développement de la religion chrétienne et de l'idée de liberté et de droit du peuple. Grâce à ses contacts avec l'Italie, Tajima Yahei apprend par ailleurs que l'utilisation de microscopes prévient le développement des maladies des vers à soie et s'affaire à en importer au Japon. Il est le premier Japonais à utiliser les microscopes dans la prévention des maladies des vers à soie. Au premier étage de son ancienne résidence, se trouve toujours la « salle des microscopes ». 
Après la dissolution de l'entreprise Shimamura Kangyo, de nombreux sériciculteurs de Shimamura se reconvertissent dans la vente de cocons et de fil, mais Tajima Yahei poursuit dans la production et la vente de graines dans les départements de Saitama et de Yamanashi.

### Ses dernières années
En juin 1885, il reçoit un prix de service émérite (功労賞, kōrōshō) du ministère japonais de l'industrie et du commerce, et le 5 octobre 1892 il est décoré de la médaille au ruban vert (緑綬褒章, Ryokujuhōshō) pour sa contribution au développement de la sériciculture moderne. 
Il meurt de maladie le 10 février 1898. Le nom Yahei est transmis jusqu'à son arrière-petit-enfant. 

### Sa famille
La fille aînée de Tajima Yahei, Tami, est l'auteure du « Journal de sériciculture à la cour impériale » (『宮中養蚕日記』) qu'elle rédige lors de son séjour à la cour impériale. 
La fille de Tami, Kuniko, est partisane du mouvement de libération des femmes tout comme sa fille, Koura Tomi (高良とみ) qui devient membre de la Chambre des conseillers après-guerre. 
Son arrière-arrière-petite-fille, la poétesse Koura Rumiko, compile les feuillets de Tami et fait publier le « Journal de sériciculture à la cour impériale » (『宮中養蚕日記』).

## Écrits
Les écrits majeurs de Tajima Yahei sont les « Nouvelles théories sur la sériciculture » (『養蚕新論』) et la « Suite des nouvelles théories sur la sériciculture » (『続養蚕新論』) publiés respectivement en 1872 et 1879. Dans ses deux ouvrages, il reprend des concepts de ses prédécesseurs, Uegaki Morikuni (垣守国) et Satou Tomonobu (佐藤友信), et tire des enseignements basés sur ses propres expériences. Il écrit entre autres sur la méthode seiryo-iku, l'architecture des chambres d'élevage et la culture des mûriers, en illustrant ses propos de dessins. Son premier ouvrage, les « Nouvelles théories sur la sériciculture » est un best seller dans le monde séricicole de l'époque. 
À partir de l'époque Edo, de nombreux ouvrages sur les méthodes séricicoles font l'objet de publications mais les « Nouvelles théories sur la sériciculture » attire l'attention. L'ouvrage diffère de ses contemporains de l'ère Edo en mettant en avant l'importance de la ventilation, en détaillant les caractéristiques d'une nouvelle chambre d'élevage, décrivant de manière précise l'activité de production de graines et non seulement d'élevage des vers à soie, et en parlant enfin de la culture des mûriers. La méthode seiryo-iku de Tajima Yahei ne permettait pas d'augmenter la production de graines ou de cocons, mais était reconnue pour garantir une bonne récolte en minimisant les risques de maladies ou de mort des vers à soie. 
Les planches des « Nouvelles théories sur la sériciculture » sont désignées bien culturel important par la ville d'Isesaki.

## Ancienne magnanerie de Tajima Yahei
La résidence principale de Tajima Yahei, aménagée en chambre d'élevage existe toujours, et le terrain sur lequel elle se trouve a été désigné vestige national en 2012. En 2014, la résidence est inscrite sur la liste du patrimoine mondial de l'UNESCO sous la dénomination « Filature de soie de Tomioka et sites associés ».
En plus de sa résidence principale, la tombe de Tajima Yahei fait également partie des « patrimoines de la soie de Gunma ».

## Sources
- (ja) Cet article est partiellement ou en totalité issu de l’article de Wikipédia en japonais intitulé « 田島弥平 » (voir la liste des auteurs).

1. ↑  (ja) Naoaki Terasawa, « 「渋沢栄一ゆかりの田島弥平」紹介動画を作成　伊勢崎市 », sur Asahi shinbun,‎ 2 février 2021 (consulté le 31 mars 2024)
2. ↑  (ja) Shinichi Koizumi, « 田島弥平の功績発信！　生誕200年で地元・伊勢崎市 », sur Asahi shinbun,‎ 3 août 2022 (consulté le 31 mars 2024)